# Compagnie du chemin de fer de Lyon à Avignon
La Compagnie du chemin de fer de Lyon à Avignon est créée en 1847 pour l’exécution et l’exploitation de la concession du chemin de fer du même nom. En 1852, à la suite de l'absorption de quatre autres compagnies de chemin de fer du sud-est de la France, elle change de dénomination pour prendre celle de Compagnie du chemin de fer de Lyon à la Méditerranée.

## Histoire
La Compagnie du chemin de fer de Lyon à Avignon est une société anonyme formée le 27 décembre 1846 et autorisée par une ordonnance du roi Louis-Philippe datée du 2 janvier 1847.
La compagnie, établie à Lyon, est dotée d'un capital de 150 millions de francs divisé en 300 000 actions de 500 francs chacune. Elle a pour objet l’exécution et l’exploitation du chemin de fer de Lyon à Avignon, avec embranchement sur Grenoble, concession adjugée à M. Paulin Talabot le 11 juin 1846. Celui-ci en devient le directeur et le premier conseil d’administration est composé de 35 membres.
Lors du krach de 1847, plusieurs sociétés de chemins de fer se retrouvent en difficulté.
Cinq d'entre elles seront placées sous séquestre en 1848, ce qui permet d'éviter la liquidation judiciaire, trois autres ayant été effectivement liquidées: la Compagnie des chemins de fer de Fampoux à Hazebrouck le 14 novembre 1846, la Compagnie des chemins de fer de Bordeaux à Cette en juillet 1847 et la Compagnie du chemin de fer de Lyon à Avignon le 11 octobre 1847, dix mois après sa création, dont l'assemblée des actionnaires prend cette décision sans avoir ouvert le moindre chantier.
Une nouvelle société, dotée d'un capital de 35 millions de francs divisé en 70 000 actions de 500 francs chacune, est autorisée le 27 mars 1852. Le 8 juillet 1852, cette dernière absorbe quatre autres compagnies de chemin de fer puis, le 18 novembre 1852, change de dénomination pour prendre celle de Compagnie du chemin de fer de Lyon à la Méditerranée.